# Krissy Scurfield
Pas d'image ? Cliquez ici

a Compétitions nationales et continentales officielles uniquement.

b Matchs officiels uniquement.
Krissy Scurfield, née le 15 juin 2003 à Canmore (Canada), est une joueuse internationale canadienne de rugby à XV et internationale de rugby à sept, évoluant aux postes de centre ou d'ailière. Elle joue en Championnat d'Angleterre au Loughborough Lightning.

## Carrière
Krissy Scurfield naît le 15 juin 2003 à Canmore en Alberta.
Étudiante à l'Université de Victoria, elle est la seule Canadienne nommée dans l'équipe-type des World Rugby Sevens Series en 2022 : lors de cette compétition, elle est la meilleure marqueuse d'essais du Canada, même si elle n'a participé qu'à la moitié des matchs.
Elle est sélectionnée dans l'équipe du Canada aux Jeux du Commonwealth de 2022 en rugby à sept, et à la Coupe du monde de rugby à sept 2022 au Cap,, où son équipe se classe sixième après avoir perdu contre les Fidji,.
À l'automne 2023, elle est convoquée avec l'équipe du Canada de rugby à XV pour participer au WXV en Nouvelle-Zélande.
Au début de l'été 2024, elle signe au Loughborough Lightning. Au mois de juillet, elle dispute le tournoi de rugby à sept des Jeux olympiques. Elle se blesse grièvement dès le premier match contre les Blacks Ferns où à la suite d'un coup de genou, elle a un rein lacéré. Elle est hospitalisée et ne rejoue plus du tournoi.
Elle reprend la compétition le 24 octobre, pour son premier match avec le Loughborough Lightning. Elle finit troisième marqueuse de la Premiership avec quatorze essais inscrits en douze matchs.

## Palmarès
- Médaillée d'argent aux Jeux olympiques de 2024 avec l'équipe du Canada de rugby à sept.